# Éruption volcanique de 1465
L'éruption mystérieuse de 1465 est une éruption volcanique qui se serait produite dans le Pacifique Sud au début des années 1460, peut-être en 1465. L'emplacement exact de cette éruption est incertain car elle n'a été identifiée qu'à partir de carottes de glace extraites à grande distance et de relations historiques d'événements atmosphériques vers 1465. Elle pourrait correspondre soit à la caldeira submergée de Kuwae dans la mer de Corail, soit à la caldeira de Tofua. L'éruption aurait eu un indice d'explosivité volcanique de 7 et été peut-être plus importante que l'éruption du Tambora en 1815.